# Kurt von Westernhagen
Kurt von Westernhagen (* 28. Juni 1891 in Hagenau; † 14. April 1945 in Greiz) war ein deutscher Offizier.

## Leben

### Vor dem Zweiten Weltkrieg
Kurt Udo Hagen Friedrich war der Sohn des preußischen Generalleutnants Eduard von Westernhagen (1851–1921) und dessen Ehefrau Clara, geborene Sentker (1863–1949).
1909 trat er in das Jäger-Regiment zu Pferde Nr. 6 in Erfurt ein, mit dem er am Ersten Weltkrieg teilnahm. 1918 quittierte er als Rittmeister den Dienst und widmete sich dem Reitsport. 1934 erhielt er als erfolgreicher  Herrenreiter für sechzig Siege im Rennsattel das Goldene Reitabzeichen.

### Zweiter Weltkrieg
Bereits vor, spätestens mit Beginn des Zweiten Weltkriegs tat Westernhagen in verschiedenen Wehrmachtstellen Dienst, u. a. in einer Kommission zum Ankauf von Pferden. Ab Ende 1940 war er Kommandant der Armeegefangenensammelstelle 3 (AGSSt) in Frankreich und Holland. Von Rotterdam aus besuchte er mehrfach den ehemaligen deutschen Kaiser Wilhelm II. in dessen Exil in Doorn. Im Juni 1941, mit Beginn des Überfalls auf die Sowjetunion, wurde die AGSSt 3 in Weißrussland eingesetzt, wo sie hinter der kämpfenden Truppe her marschierte und für die immensen Gefangenenzahlen Auffanglager einrichtete.
Die Zustände in den improvisierten Lagern waren erbärmlichst, die Sterbeziffern entsprechend hoch. Hinzu kamen die Erschießungen durch Himmlers SD-Einsatzgruppen, die die Lager aufgrund des Kommissarbefehls systematisch nach sowjetischen Politoffizieren und jüdischen Gefangenen durchsuchten.
Da sich Westernhagen von einem Untergebenen mehrfach kleinere Geldbeträge geliehen hatte, wurde er Anfang August 1941 seines Postens enthoben, zum Stammlager 319 Chelm und ab April 1942 für ein dreiviertel Jahr zum Stammlager 359 in Poniatowa westlich Lublin versetzt. Was sich hier abgespielt hatte und noch abspielte, als Westernhagen seinen Dienst antrat, dürfte das Furchtbarste gewesen sein, was er erlebte. Durch die Hungerkrise des Winters 1941/Frühjahr 1942, schwerste Arbeit, Fleckfieber und willkürliche Erschießungen waren von 24.000 Gefangenen 22.000 umgekommen. Auf dem Lagergelände befanden sich 32 Massengräber. Ab Oktober 1942 ging das Lager in die Zuständigkeit der SS über. Die ersten jüdischen Gefangenen kamen im Januar 1943. Westernhagen wurde zu diesem Zeitpunkt zum Landesschützen-Ersatz-Bataillon 3 in Strausberg versetzt, musste sich wegen einer Stimmbandentzündung bis Ende 1943 jedoch ins Reservelazarett Beelitz begeben. Anschließend wurde er zum Bau- und Arbeitsbataillon 193, einer im Pionierwesen tätigen Einheit, versetzt.
Westernhagens letzte Station war Langenwetzendorf an der Leuba im Thüringer Vogtland, sechs Kilometer von Greiz an der Weißen Elster entfernt. Er war Kompaniechef eines Sprengkommandos, das mit den Resten der 11. Panzer-Division von Gera kam und die Brücken über die Weiße Elster, die Verteidigungslinie war, sprengen sollte, um den Vormarsch der Amerikaner aufzuhalten. Eine kleine Greizer Bürgergruppe, die bestrebt war, die Verteidigung der Stadt zu verhindern, hatte auf Umwegen von der geplanten Zerstörung der Brücken erfahren, suchte Westernhagen auf und überzeugte ihn von der Sinnlosigkeit der Sprengung. Daraufhin entließ Westernhagen am Morgen des 14. Aprils seine Leute, entfernte seine Abzeichen von der Uniform und machte sich allein zu Fuß Richtung Sachsen auf. In Oschatz wohnte seine Frau. Leute aus einem Dorf in der Nähe von Greiz zeigten den offensichtlichen Deserteur an. Der Leiter der Gestapostelle Weimar nahm Westernhagen fest und ließ ihn am selben Tag nach einer kurzen  „Urteilsverlesung“ von drei SS-Untersturmführern auf dem Marienplatz, damals „Platz der SA“, erschießen.

## Nach Westernhagens Tod
Westernhagens Entschluss, die Brücken nicht zu sprengen, blieb ohne Auswirkung, da am 14., 15. und 16. April eine andere Pioniereinheit der Wehrmacht auf Befehl des Militärkommandos „Elsterabschnitt Süd“ (11. Panzer-Division) erst die Eisenbahnbrücke, dann die Stadtbrücken und die flussauf liegende Brücke am Papiermühlenweg sprengte. 
Panzer der US-Truppen standen damals auf der westlichen Zufahrt zu Greiz. Am 17. April besetzten sie die Stadt. Sie hatten die Elster an einer Furt gequert; die Sprengung der Brücken war militärisch sinnlos.

## Ehrungen
Die Stadt Greiz nannte den ehemaligen „Platz der SA“ Von-Westernhagen-Platz. Eine Gedenktafel erinnert an das ehrenhafte Handeln Westernhagens.